# Maria Luís Albuquerque
Maria Luís Casanova Morgado Dias de Albuquerque (ur. 16 września 1967 w Bradze) – portugalska ekonomistka i polityk, minister finansów (2013–2015), członkini Komisji Europejskiej (od 2024).

## Życiorys
W 1991 ukończyła ekonomię na prywatnym lizbońskim Universidade Lusíada. Do 2006 pracowała jako wykładowczyni akademicka na tej uczelni na stanowisku docenta. W 1997 uzyskała magisterium z zakresu gospodarki finansowej i pieniężnej na Uniwersytecie Technicznym w Lizbonie. Pracowała w administracji publicznej jako urzędniczka generalnej dyrekcji skarbowej (1996–1999), w biurze prognoz ekonomicznych ministerstwa gospodarki (1999–2001) oraz doradca sekretarza stanu ds. skarbu i finansów (2001). Następnie do 2007 była dyrektorem departamentu zarządza finansami w REFER, publicznym przedsiębiorstwie zarządzającym infrastrukturą kolejową. W latach 2007–2011 kierowała jednym z wydziałów rządowej agencji zarządzania długiem publicznym.
W wyborach w 2011 z listy Partii Socjaldemokratycznej uzyskała mandat posłanki do Zgromadzenia Republiki XII kadencji. W czerwcu 2011 objęła stanowisko sekretarza stanu ds. skarbu i finansów, w październiku 2012 przeszła na stanowisko sekretarza stanu ds. skarbu. W lipcu 2013 zastąpiła Vítora Gaspara na urzędzie ministra finansów. W 2015 wybrana na kolejną kadencję parlamentu, następnie w październiku ponownie powołana na ministra finansów w mniejszościowym drugim gabinecie dotychczasowego premiera. Zakończyła urzędowanie wraz z całym gabinetem w listopadzie tego samego roku.
W sierpniu 2024 została wskazana jako portugalski kandydat na członka tworzonej wówczas Komisji Europejskiej. W tym samym roku dołączyła do nowej KE kierowanej przez Ursulę von der Leyen (z kadencją od 1 grudnia 2024) jako komisarz do spraw usług finansowych oraz unii oszczędności i inwestycji.